# Buckingham (Royaume-Uni)
Pour les articles homonymes, voir Buckingham.
Buckingham (en français, désuets : Bouquinquant ou Bouquingan), est une petite ville du Buckinghamshire, en Angleterre. Sa population est d'environ 13 200 habitants.
Historiquement, Buckingham était la capitale du comté de Buckinghamshire depuis 888. Aylesbury est la nouvelle capitale depuis le XVIe siècle.

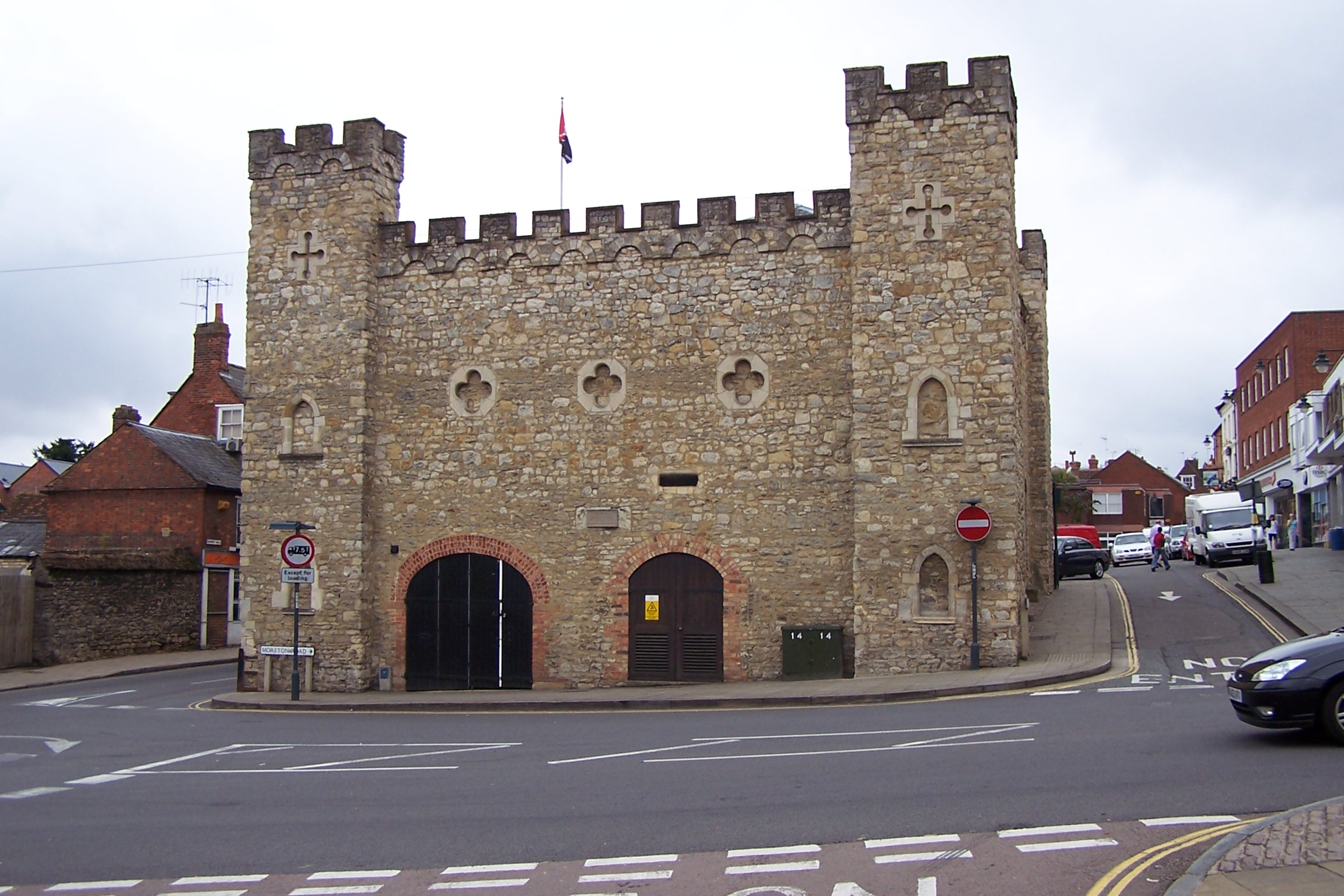
Ancienne prison de Buckingham, aujourd'hui musée.
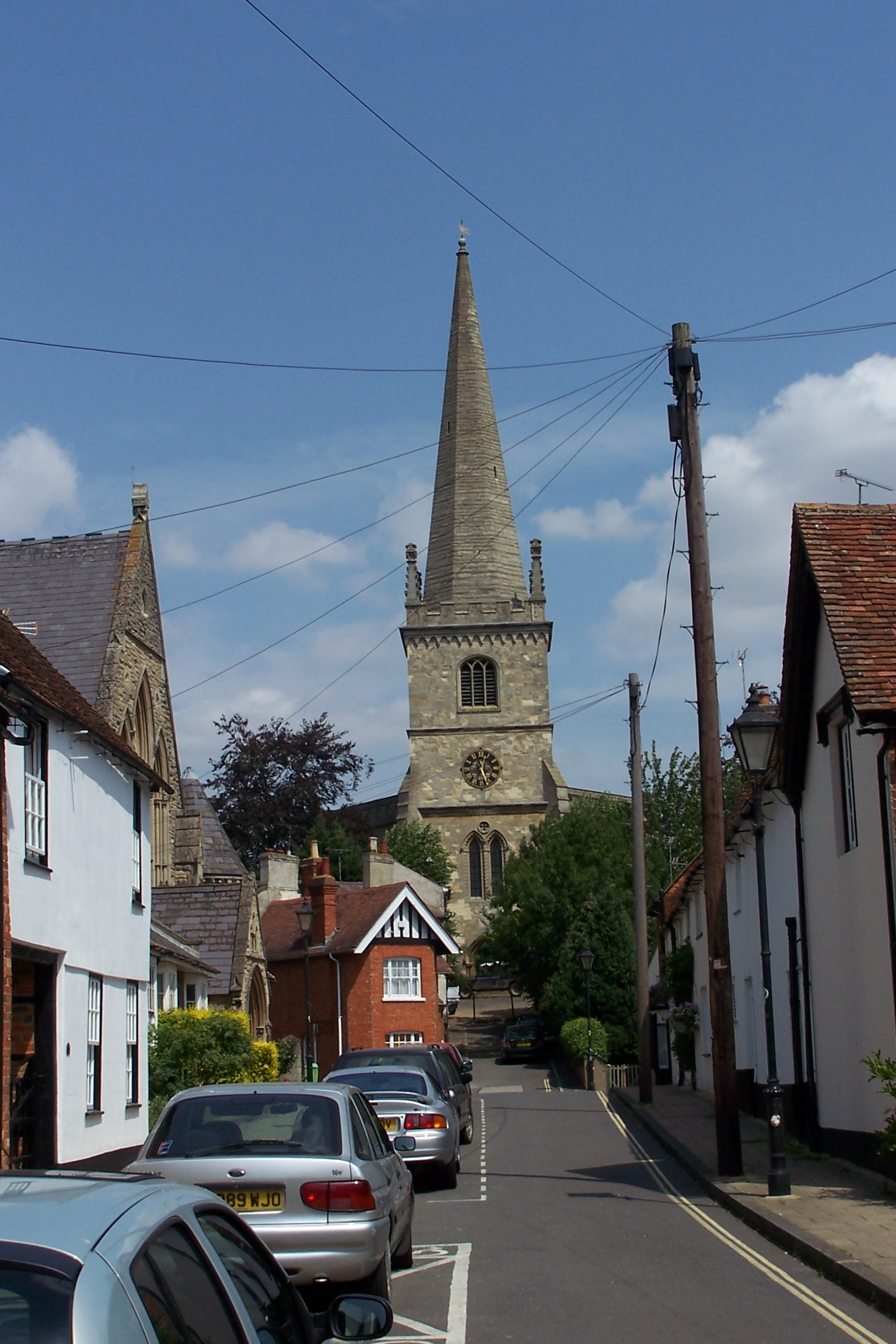
Église anglicane St Peter and Paul.
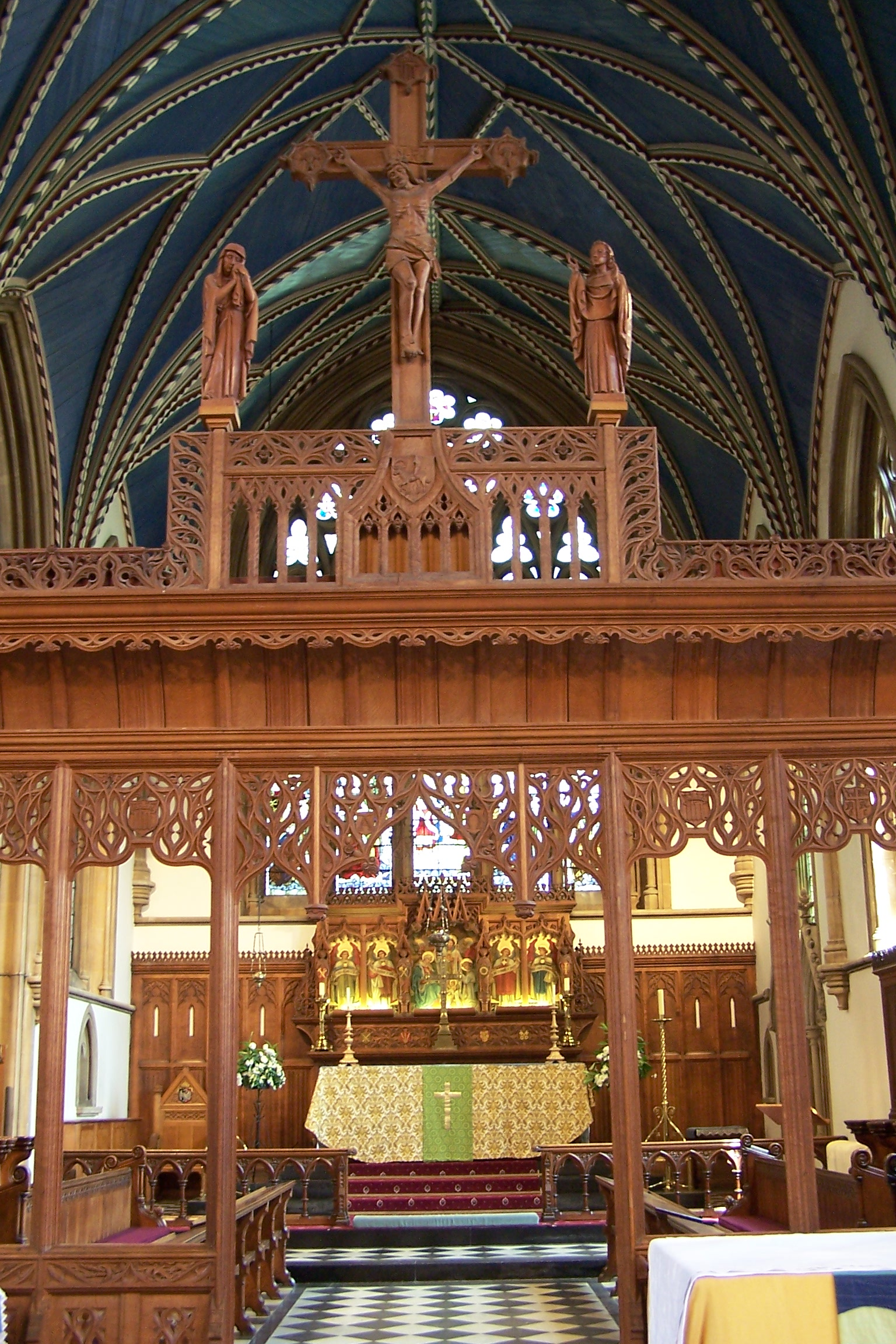
Intérieur de l'église St Peter and Paul.

## Éducation
L'université de Buckingham est une université privée fondée en 1983, située à Buckingham.

## Personnalités liées à la ville
- Paul Attwood (1969-), un bobeur britannique, y est né ;
- Roger John Brownlow Keyes, 1er baron Keyes (1878-1945),  amiral britannique qui combattit la révolte des Boxers, y est mort ;
- Martin Lister (1638-1712), médecin et un naturaliste, y est né ;
- Bernie Marsden (1951-), musicien, y est né.

## Jumelages
Buckingham est jumelé avec Mouvaux en France, et Neukirchen-Vluyn en Allemagne depuis février 2020.

## Galerie

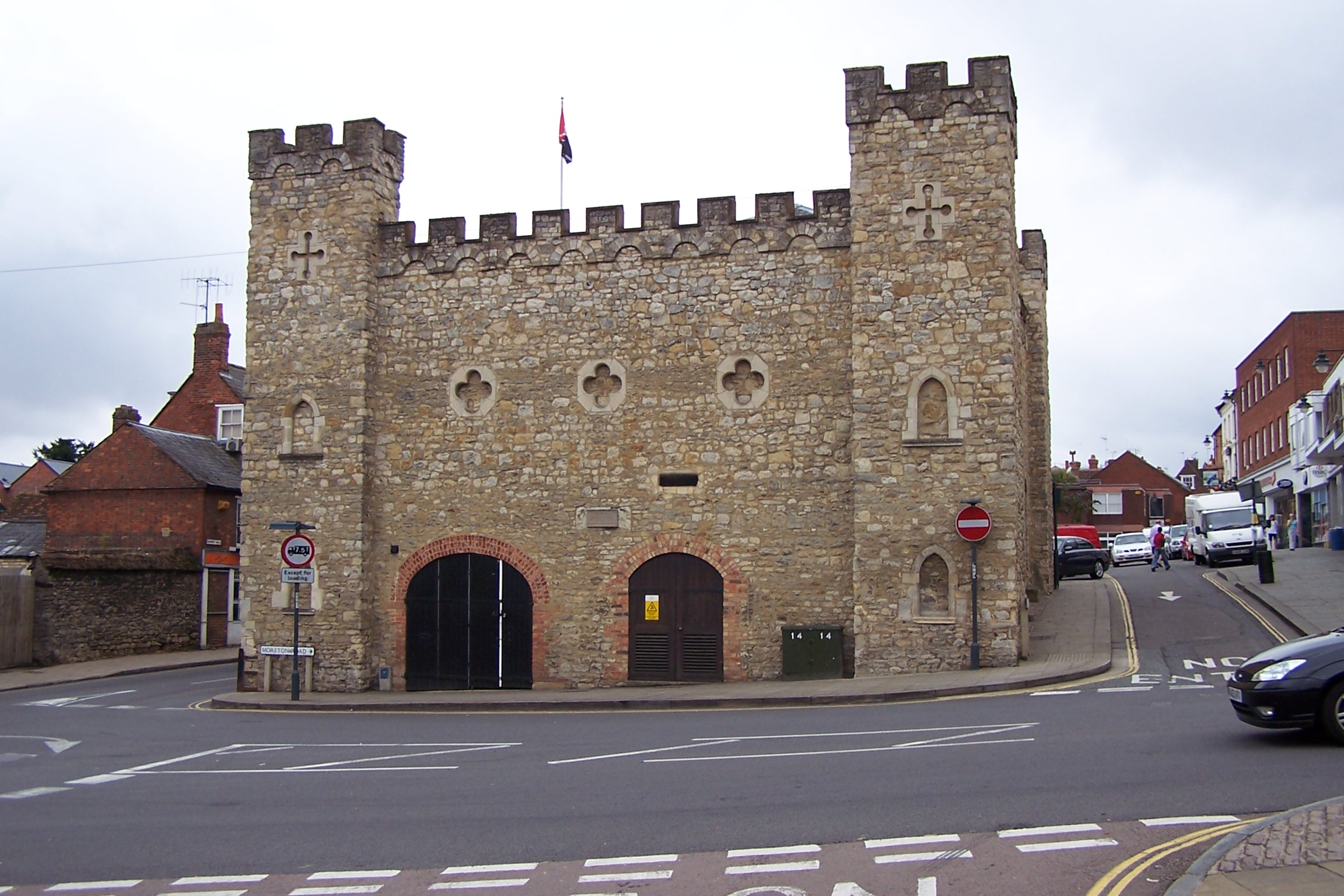
Ancienne prison de Buckingham, aujourd'hui un musée.
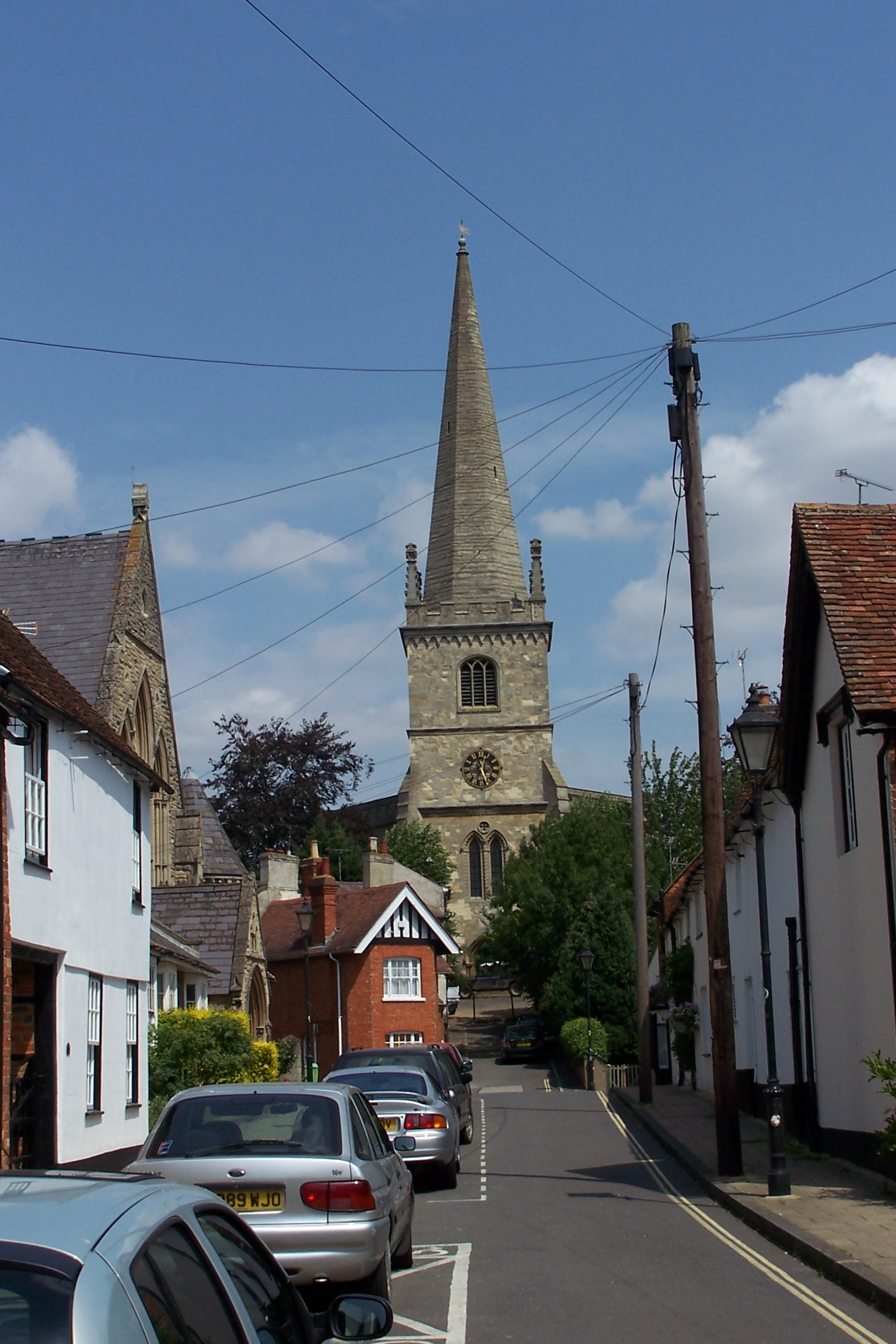
Église anglicane St Peter and Paul.
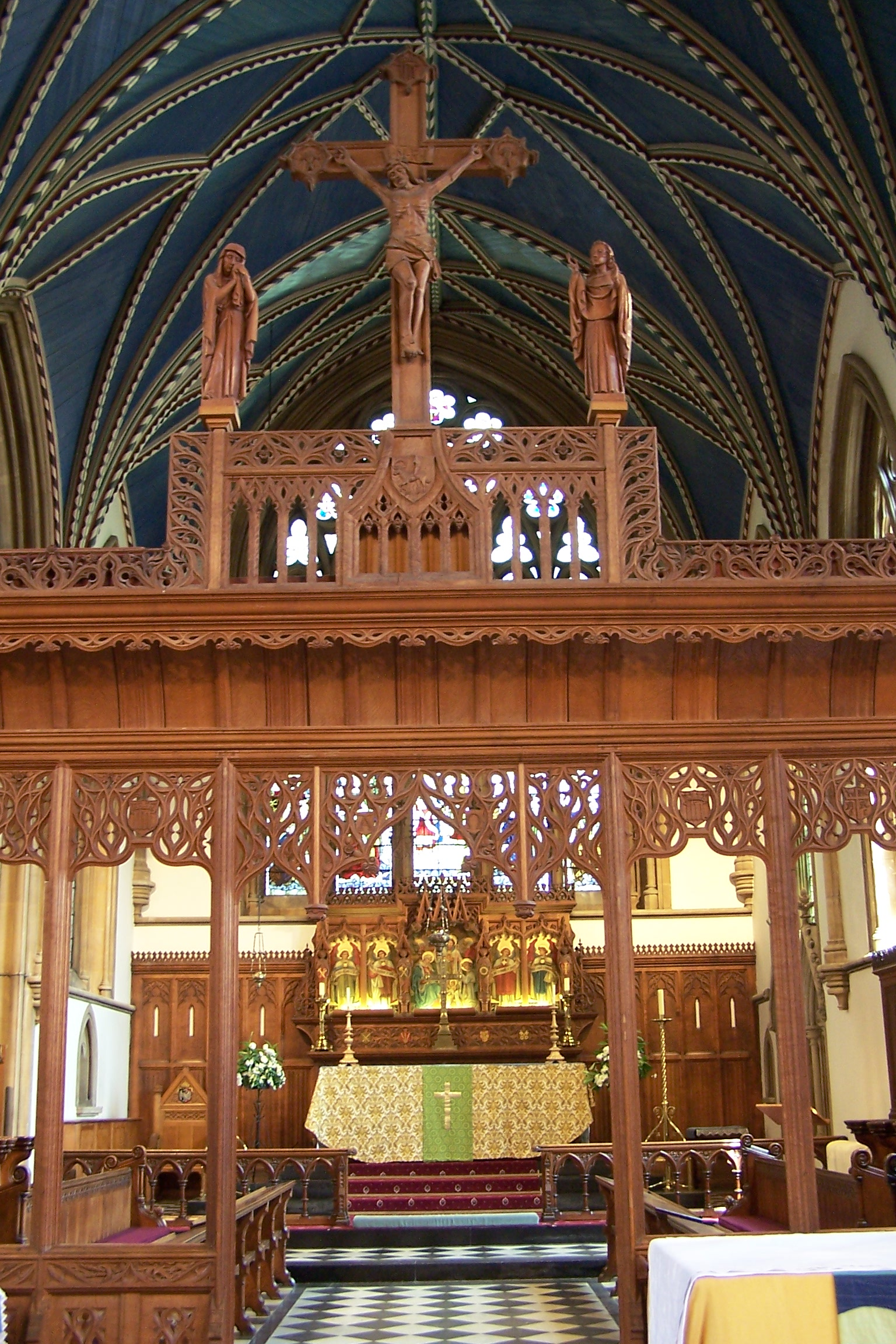
Intérieur de l'église St Peter and Paul.